# Capricornis thar
Espèce
Synonymes
Nemorhaedus thar
Statut de conservation UICN

 NT  : Quasi menacé
Statut CITES
Le Saro de l'Himalaya (Capricornis thar) est un mammifère de la famille des Bovidés, et de la sous-famille des Caprinés.
Cette espèce à un statut vulnérable, vivant dans l'est du Bangladesh, l'Himalaya (Bhoutan, nord de l'Inde et Népal) et probablement l'ouest de la Birmanie.